# Julius Klaproth
Julius Klaproth, také známý jako Julius von Klaproth nebo Julius Heinrich Klaproth (11. října 1783 Berlín – 28. srpna 1835 Paříž), byl německý lingvista, historik, etnograf, orientalista a spisovatel.

## Život a dílo
Narodil se v Berlíně jako syn chemika Martina Heinricha Klaprotha, kterému se připisuje objev čtyř prvků včetně uranu. Věnoval se studiu asijských jazyků a v roce 1802 vydal svůj časopis Asiatisches Magazin (Výmar 1802–1803). V důsledku toho byl povolán do Petrohradu a jmenován do tamní akademie. V roce 1805 byl členem velvyslanectví hraběte Golovkina v Číně. Po návratu byl akademií vyslán na Kavkaz na etnografický a lingvistický průzkum (1807–1808) a poté byl několik let zaměstnán v souvislosti s orientálními publikacemi akademie. V roce 1812 se přestěhoval do Berlína.
V roce 1815 se usadil v Paříži a v roce 1816 mu Wilhelm von Humboldt od pruského krále zajistil titul a plat profesora asijských jazyků a literatury s povolením zůstat v Paříži tak dlouho, jak to bude nutné pro vydání jeho děl. Zemřel v Paříži 28. srpna 1835.
Klaproth byl orientalista neboli „asiatolog“, což znamenalo, že ovládal nejen čínštinu, ale také mandžuštinu, mongolštinu, sanskrt, turečtinu, arabštinu, perštinu a dokonce i kavkazské jazyky. Jeho široké spektrum zájmů zahrnovalo studium vývoje jednotlivých zemí v jejich asijském kontextu.
Klaprothova disertační práce o jazyce a písmu Ujgurů (Abhandlung über die Sprache und Schrift der Uiguren) z roku 1812 byla zpochybněna Isaakem Jakobem Schmidtem, který je považován za zakladatele mongolověd. Klaproth tvrdil, že ujgurština je turkický jazyk, což je dnes nesporné, zatímco Schmidt byl přesvědčen, že ujgurština by měla být klasifikována jako „tangutský“ jazyk.
Klaprothova bibliografie zahrnuje více než 300 publikovaných položek.